# Max Weinreich
Max Weinreich, född 1894, död 1969, var en lingvist. Han var en av grundarna till YIVO (yidisher visnshaflekher institut). YIVO grundades 1925 och hade första tiden sitt huvudkontor i Max Weinreichs lägenhet i Vilna, Litauen. När Weinreich var på resa 1939 började andra världskriget. Då beslöt han och äldste sonen att istället resa till New York. Hans fru och barn kom dit något år senare.